# Proseč pod Křemešníkem
Proseč pod Křemešníkem é uma comuna checa localizada na região de Vysočina, distrito de Pelhřimov.